# Atarigua
Atarigua est la capitale de la paroisse civile de Castañeda de la municipalité de Torres de l'État de Lara au Venezuela. 